# Santiago Villafañe
Santiago Hernán Villafañe (Mar del Plata, Buenos Aires, 19 de mayo de 1988) es un futbolista argentino, que juega como lateral derecho o marcador central en Justo José de Urquiza de la Primera B.
Es hermano mellizo del también futbolista Nicolás Villafañe

## Trayectoria
Debutó con el número 28 en Boca Juniors el 10 de febrero de 2007 en una victoria 4-0 frente a Banfield. En la Copa Libertadores 2007, utilizó el número 13, y luego en la segunda fase fue sustituido por Nicolás Bertolo.
Desde el segundo semestre de 2007 hasta el fin de la temporada 2008/2009 jugó a préstamo en el Real Madrid Castilla. Pero en el mes de julio de 2009 regresó a su anterior club Boca Juniors.
El 14 de febrero de 2010, Santiago Villafañe, vuelve a jugar en la primera del Xeneize, con el dorsal número 36, frente a Atlético Tucumán siendo titular en el equipo, y cumpliendo un aceptable papel, según los medios gráficos.

## Clubes
| Club                             | País      | Año       |
| -------------------------------- | --------- | --------- |
| Boca Juniors                     | Argentina | 2005-2007 |
| Real Madrid Castilla (cedido)    | España    | 2007-2009 |
| Boca Juniors                     | Argentina | 2009-2011 |
| Independiente Rivadavia          | Argentina | 2011-2012 |
| FC Midtjylland                   | Dinamarca | 2012-2013 |
| Lyngby Boldklub af 1921 (cedido) | Dinamarca | 2013      |
| FC Midtjylland                   | Dinamarca | 2013-2014 |
| A.O.T. Alimos F.C.               | Grecia    | 2014-2015 |
| Panthrakikos FC                  | Grecia    | 2015      |
| OFI Creta                        | Grecia    | 2015-2016 |
| Colón                            | Argentina | 2016      |
| RNK Split                        | Croacia   | 2016-2017 |
| PFC Montana                      | Bulgaria  | 2017      |
| KS Ruch Chorzów                  | Polonia   | 2017-2018 |
| Thesprotos Igoumenitsas          | Grecia    | 2019      |
| Justo José de Urquiza            | Argentina | 2020-     |